# Boris Bernaskoni
Boris Bernaskoni (Moscú, 26 de febrero de 1977) es un arquitecto ruso, ingeniero, editor, ganador de varios premios de arquitectura, y participante en diversas exposiciones. Es el fundador de la oficina BERNASKONI. Boris Bernaskoni es miembro del Consejo Directivo del Centro de Innovación de Skolkovo en Moscú. Obtuvo su primer reconocimiento internacional cuando ganó un concurso internacional en el 2008 para el Museo de Arte Moderno de Perm, en que fue jurado Peter Zumthor y tuvo participantes como Coop Himmelbau, Zaha Hadid y Asymptote. Su proyecto Matrex recibió un gran reconocimiento en la 15ª Bienal de Arquitectura de Venecia en 2016. En 2019, Bernaskoni participó en varios eventos en el Foro Económico Mundial de Davos, hablando sobre la arquitectura transformable en las ciudades del futuro y la digitalización urbana.

### Fondo familiar
Bernaskoni es ruso y nació en Moscú, pero hereda su apellido de una familia de inmigrantes suizo-italianos a Rusia a finales del siglo XVIII. La familia Bernasconi de Lugano produjo muchos artistas barrocos y clásicos, estucoistas y arquitectos que estuvieron activos en toda Europa. Los propios antepasados de Boris llegaron a Rusia para trabajar en los palacios de San Petersburgo y sus alrededores, e incluyen figuras como Antonio y Giuseppe Bernasconi.

### Educación
Bernaskoni se graduó en Arquitectura en la Academia de Arquitectura de Moscú, en el departamento de "Construcción de Vivienda y Diseño Social", bajo la supervisión de los profesores Belov, Khazanov y Pakhomov. En 2000 Boris completó un curso de 2 años de Marketing en la Academia Plekhanov de Economía de Rusia. Después hizo el programa de postgrado en composición en arquitectura en la Academia de Arquitectura de Moscú, en 2000-2003.

### Enseñanza

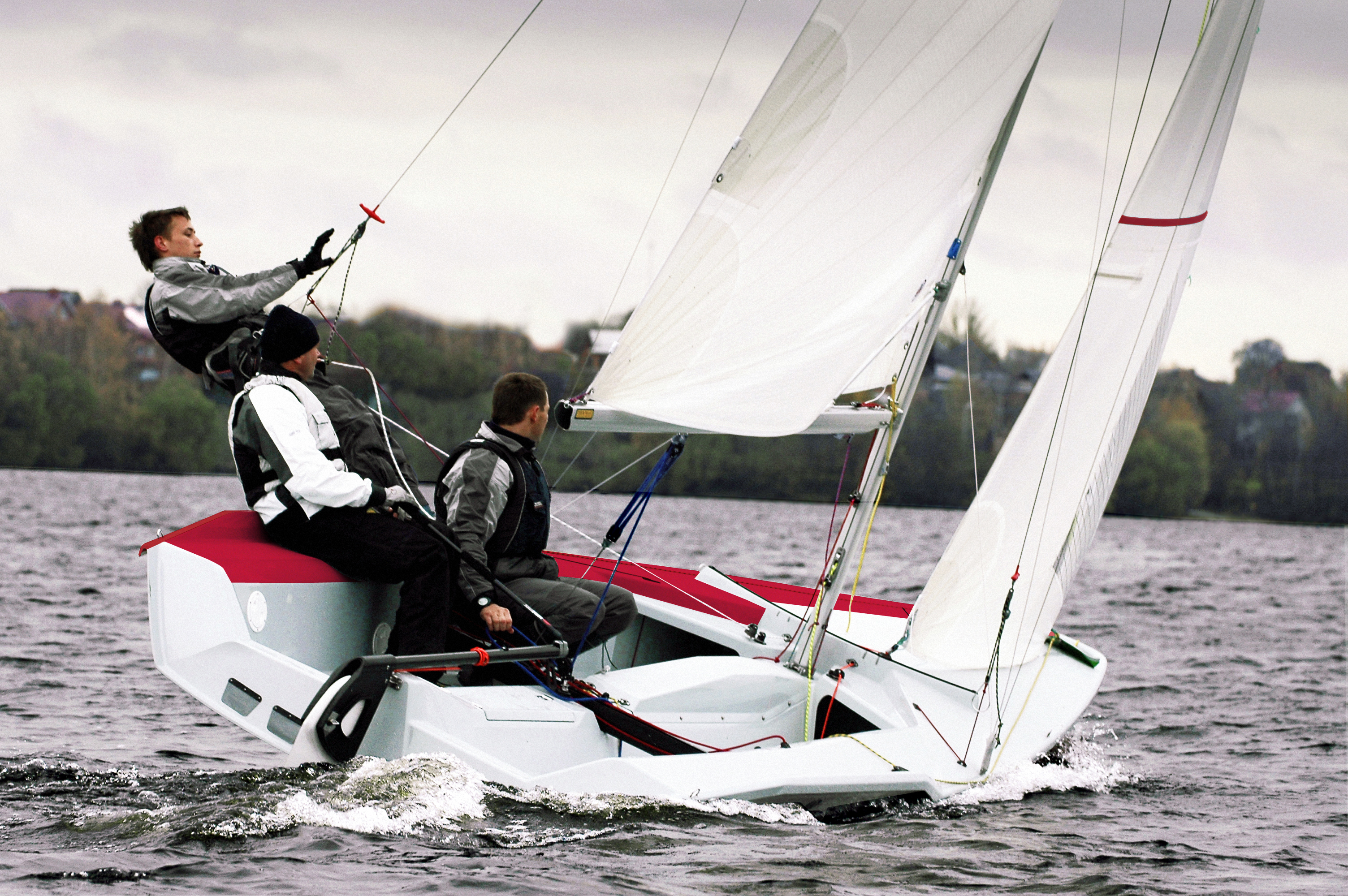
Boris Bernaskoni EM KA-01

En 2001 dirigió un seminario de "análisis de los sentidos" para estudiantes de la Academia de Arquitectura de Moscú. Desde 2003 es profesor en la Academia de Arquitectura de Moscú en el departamento de Planificación Urbana. En 2004 ha dirigido un seminario de proyectos en Nueva York para estudiantes de la Academia de Arquitectura de Moscú invitados por la Harvard Design School.

## Trabajos arquitectónicos

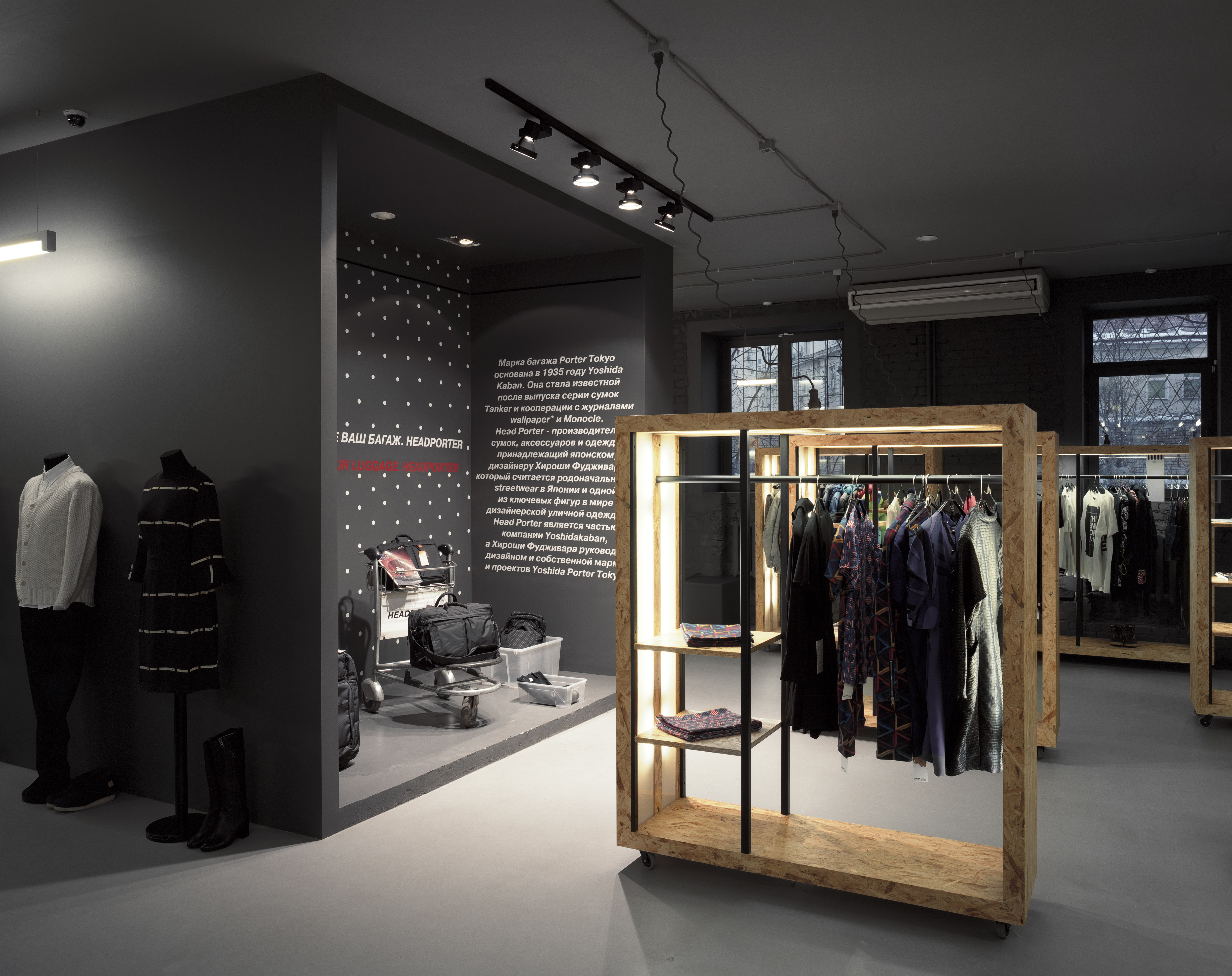
Boris Bernaskoni MAGAZINZING-01

Bernaskoni estableció su práctica tan pronto como se graduó en el año 2000. Fundó una oficina interdisciplinaria que trabaja en la intersección de la arquitectura, la comunicación y el diseño industrial. Oficina especializada en el diseño y realización de diversos objetos arquitectónicos: proyectos urbanos, oficinas y edificios residenciales, exposiciones y museos, casas de campo y objetos industriales. La cartera de la Oficina presenta un gran número de proyectos significativos: Matrex, el principal edificio público de Skolkovo; Hypercube, también en Skolkovo; Preobrajensky en Yaroslavl y Octubre Rojo en Moscú; Verano de New Holland en San Petersburgo; las casas rurales Volgadacha y Mirror Mongayt; proyectos competitivos como el Pabellón de Rusia en la Expo de Shanghái, PERMMUSEUMXXI, el edificio residencial Tetris, Central House of Artist (CHA); las exposiciones OLEGKULIK y Kandinskyprize; el interior del Centro de Prensa del Gobierno de Rusia y las oficinas BBDO en Moscú; el diseño industrial del velero nacional EM-KA.

## Proyectos
- Memorial en la Plaza Lubyanskaya (Moscú, 2000)
- Torres vivas de Tetris en Izmailovo (Moscú, 2002)
- Pabellón de inmaterialbox (Moscú, 2002)
- Edificio de oficinas de BBDO Moscú (2003)
- Conversión de los talleres de una fábrica en nuevos estudios de cine (Moscú, 2004)
- Grand Cru, tienda de vinos (Moscú, 2004)
- Concepto de desarrollo del territorio de Krasny Oktyabr (Moscú, 2005)
- Centro de Prensa del Gobierno de Rusia (2006)
- Exposición OLEGKULIK (Moscú, 2007)
- Kandinsky Prize exposición (Moscú en 2007, Londres en 2010)
- Tienda de moda Magazinzing (2008)
- EM-KA barco de vela (2008)
- PERMMUSEUMXXI, concurso internacional, primer premio (2008)
- Pabellón ruso Shanghái EXPO-2010, concurso nacional, primer premio (2008)
- Museo de la Arquitectura Arte y Diseño en Oslo, Ganador del Concurso (2009)
- Ragout, café bar interior (Moscú, 2010)
- Paparazzi, restaurante interior (Ekaterinburgo, 2010)
- Volgadacha, villa de diseño (2010)
- Hypercube, edificio innovador (Skolkovo, 2011)[10]
- Verano de New Holland, plan maestro (San Petersburgo, 2011)
- Preobrazgensky masterplan (región de Yaroslavl, 2011)
- Mirror Mongayt, villa de diseño (2012)
- Arc (región de Kaluga, Nikola-Lenivets, 2012)[11]
- Centro Yeltsin (Ekaterimburgo, 2015)

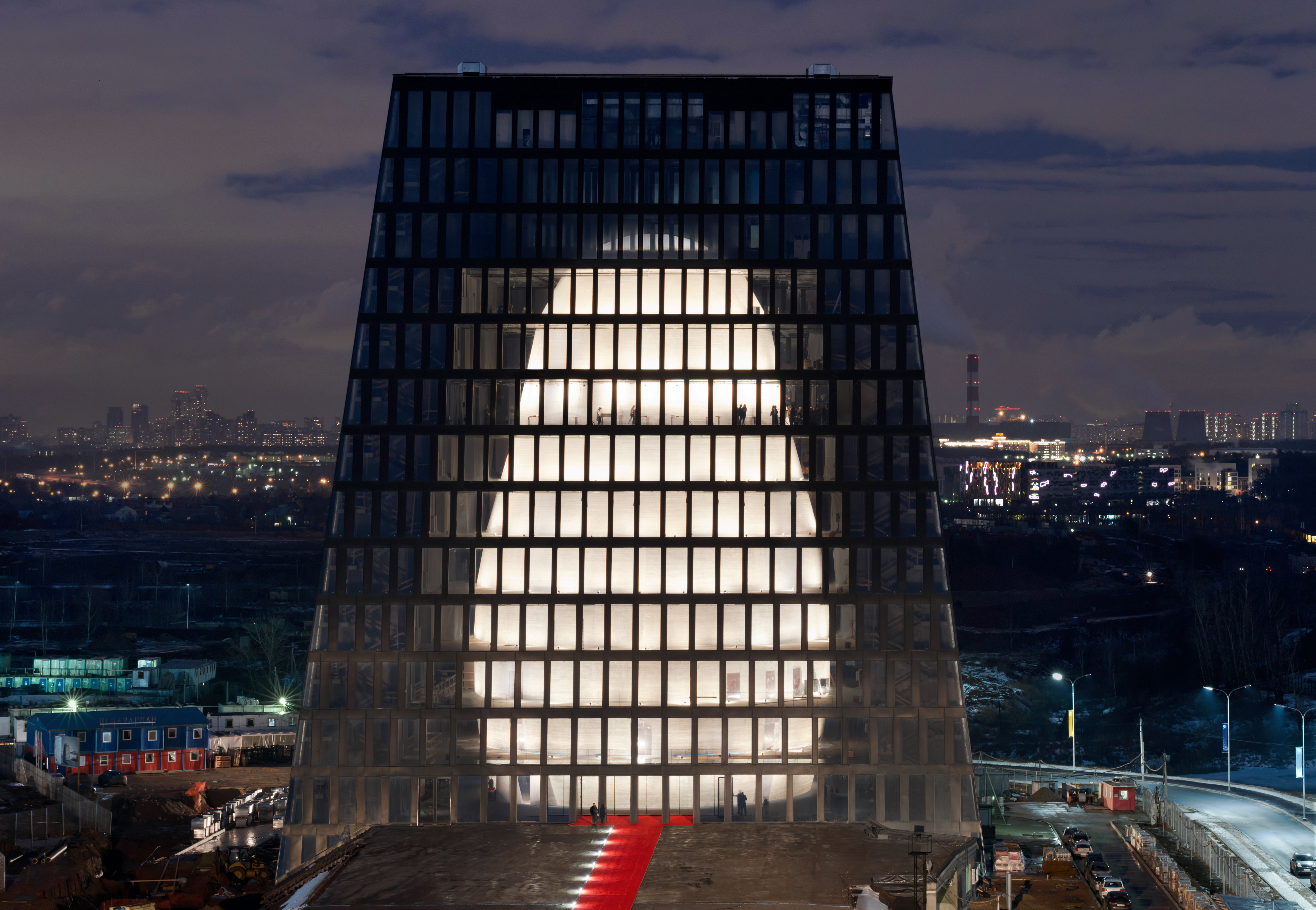
MATREX principal edificio público de Skolkovo.

- Matrex (Skolkovo, 2017)

### Matrex
Matrex fue construido en el Skolkovo Innovation Center en 2015 cerca del Complejo Skoltech. Este proyecto proporciona una base para el desarrollo de tecnologías informativas y eficientes energéticamente, con un énfasis especial en la transparencia del espacio y el trabajo.El edificio de uso mixto combina oficinas de clase A, apartamentos y un restaurante. Dentro de la pirámide truncada hay un espacio en forma de matryoshka gigante.

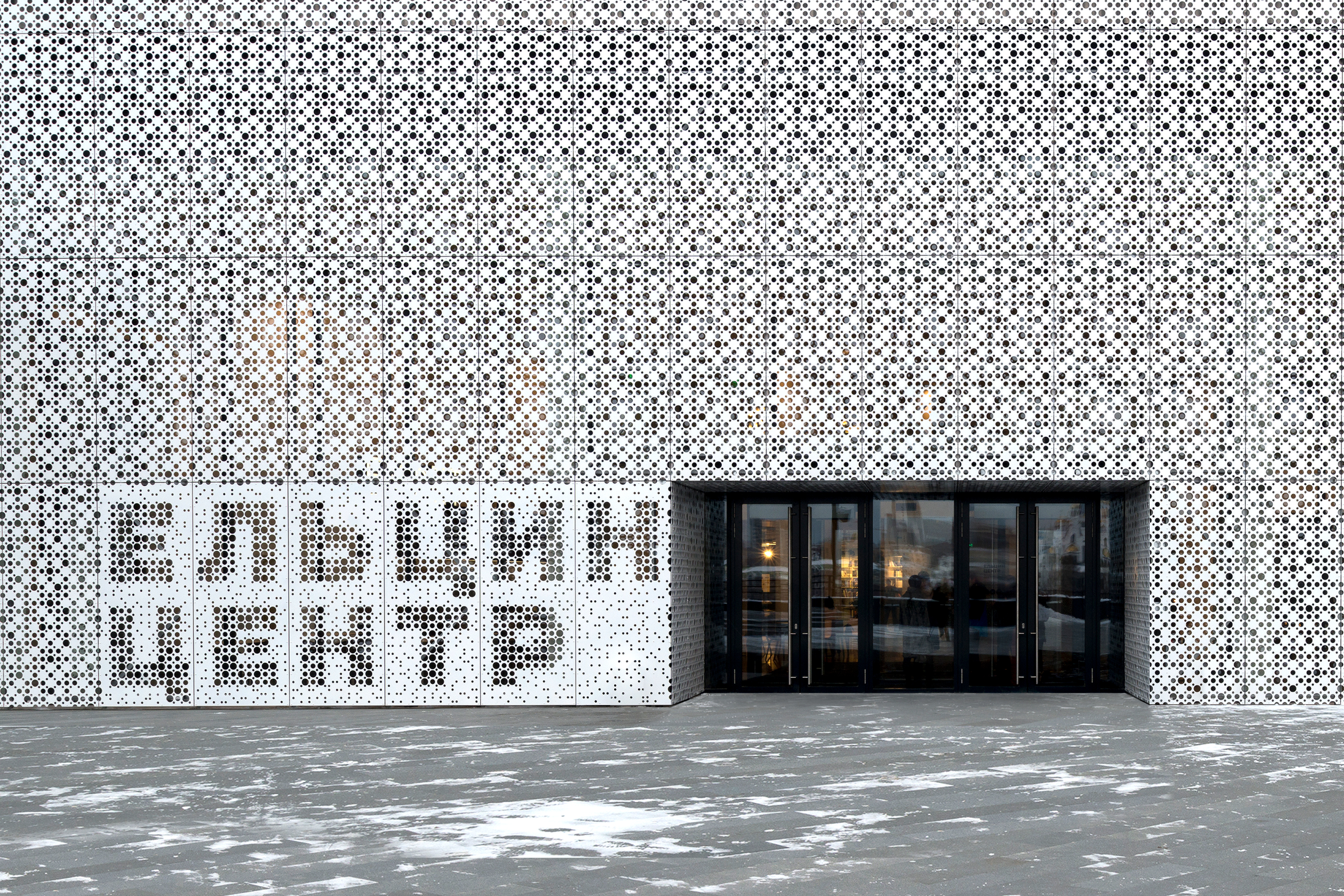
Centro Yeltsin, Ekaterimburgo

### Centro Yeltsin
El Centro Yeltsin es el primer ejemplo en Rusia de un centro presidencial sobre el modelo de bibliotecas presidenciales de Estados Unidos. Es una institución social, cultural y educativa construida en la ciudad de Ekaterimburgo, cuna del presidente Boris Yeltsin. El centro alberga un museo (museo europeo del año 2016), galería de arte, centro educativo, centro de documentales, librería, cafetería y otras instalaciones públicas. Debido a la falta de sitios vacantes, Bernaskoni rediseñó un centro de negocios existente, al que agregó una nueva forma. Esto se logró principalmente a través de un muro cortina, que cubría la mitad del local en una lámina de acero, perforada con una serie de aberturas que mostraban simetría rotacional. El Centro resultante es una estructura modesta y neutral que, sin embargo, tiene una identidad visual y una silueta distinta de cualquier otro edificio en Ekaterimburgo, que el arquitecto ha calificado de "supergráficos urbanos".

### Hipercubo

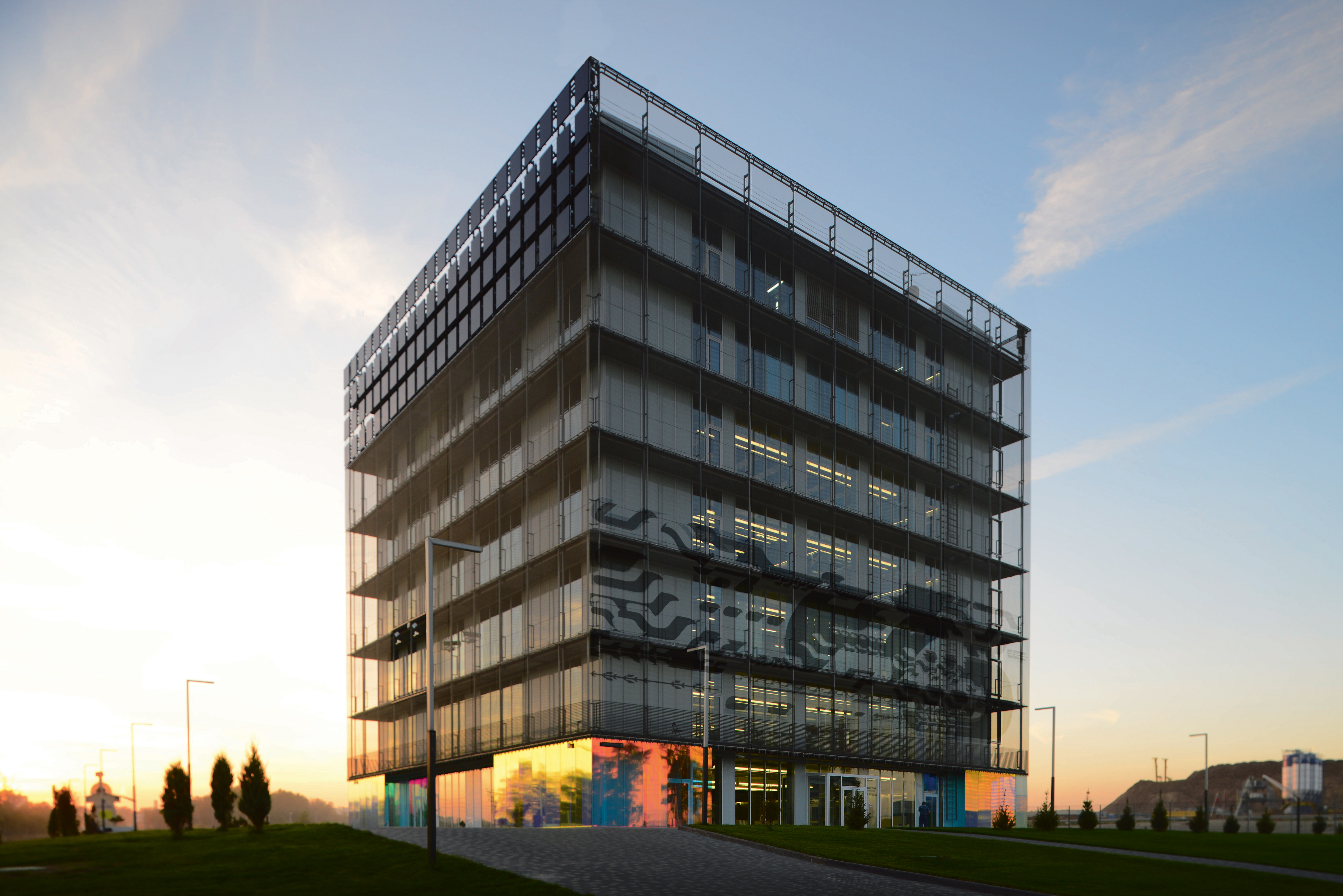
HIPERCUBO / Ilia Ivanov

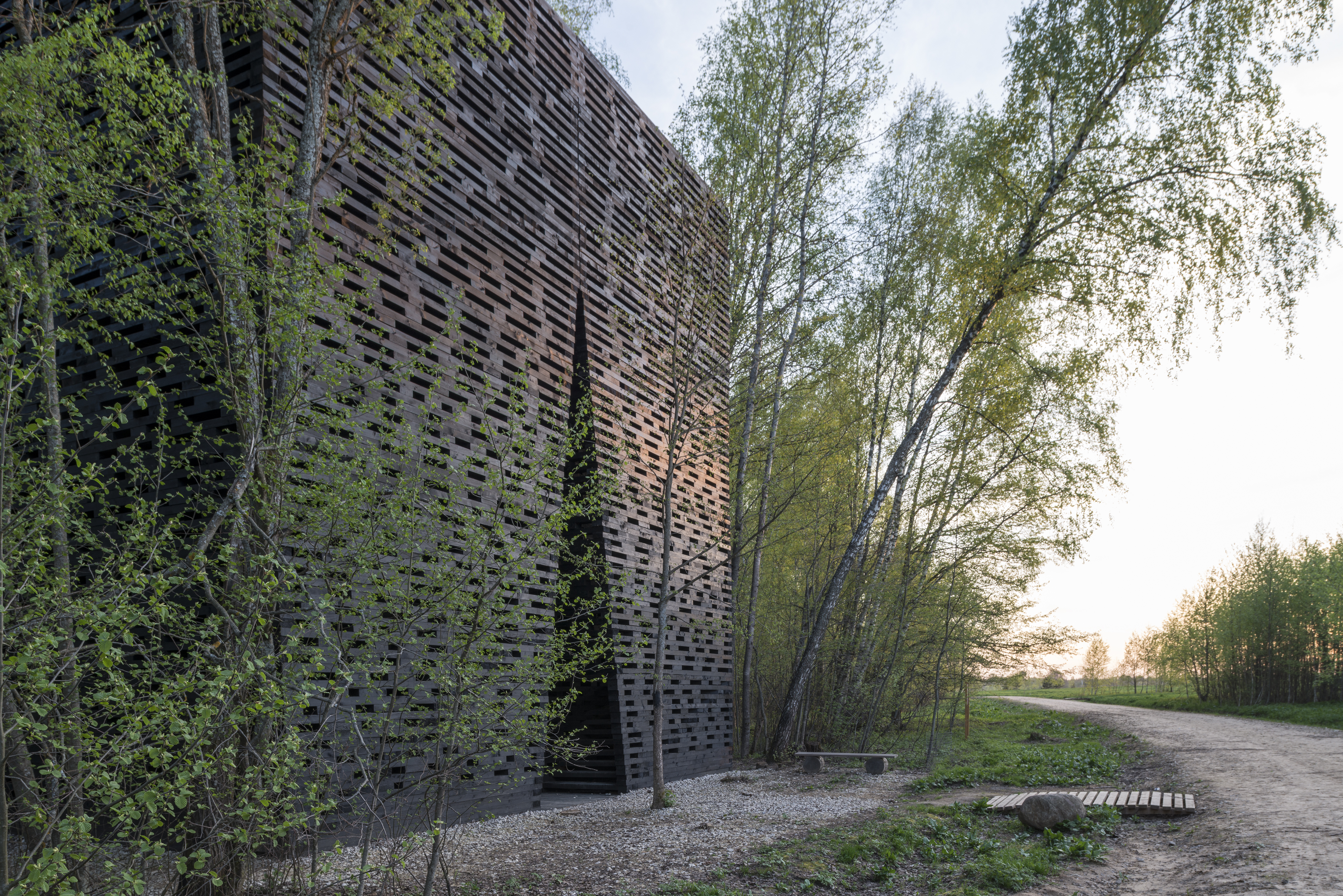
ARC

Hypercubo es el primer edificio del Skolkovo Innovation Center. La decisión sobre la construcción del edificio Hypercubo fue determinada por Dmitri Medvédev en 2010. El edificio es una plataforma para la comunicación: como espacio público y como generador de empresas de nueva creación, como parte del campus universitario. El edificio cuenta con sistemas autónomos de suministro de energía y agua. El Hypercubo fue construido de acuerdo con el estándar verde "Liderazgo en Energía y Diseño Ambiental" (LEED v3).

### Arc
El Pabellón Arc fue creado especialmente para Archstoyanie, un festival de arquitectura celebrado en Nikola-Lenivets, Rusia. Arc se sitúa en la frontera entre el bosque y el campo.  Los elementos de madera se apilan uno encima del otro con huecos que forman habitaciones y escaleras que conducen al mirador. Cada año, el espacio de la sala se transforma en una instalación de arte. Los materiales de los que se hizo el Arc pueden ser reutilizados para la construcción de útiles o en un hogar.

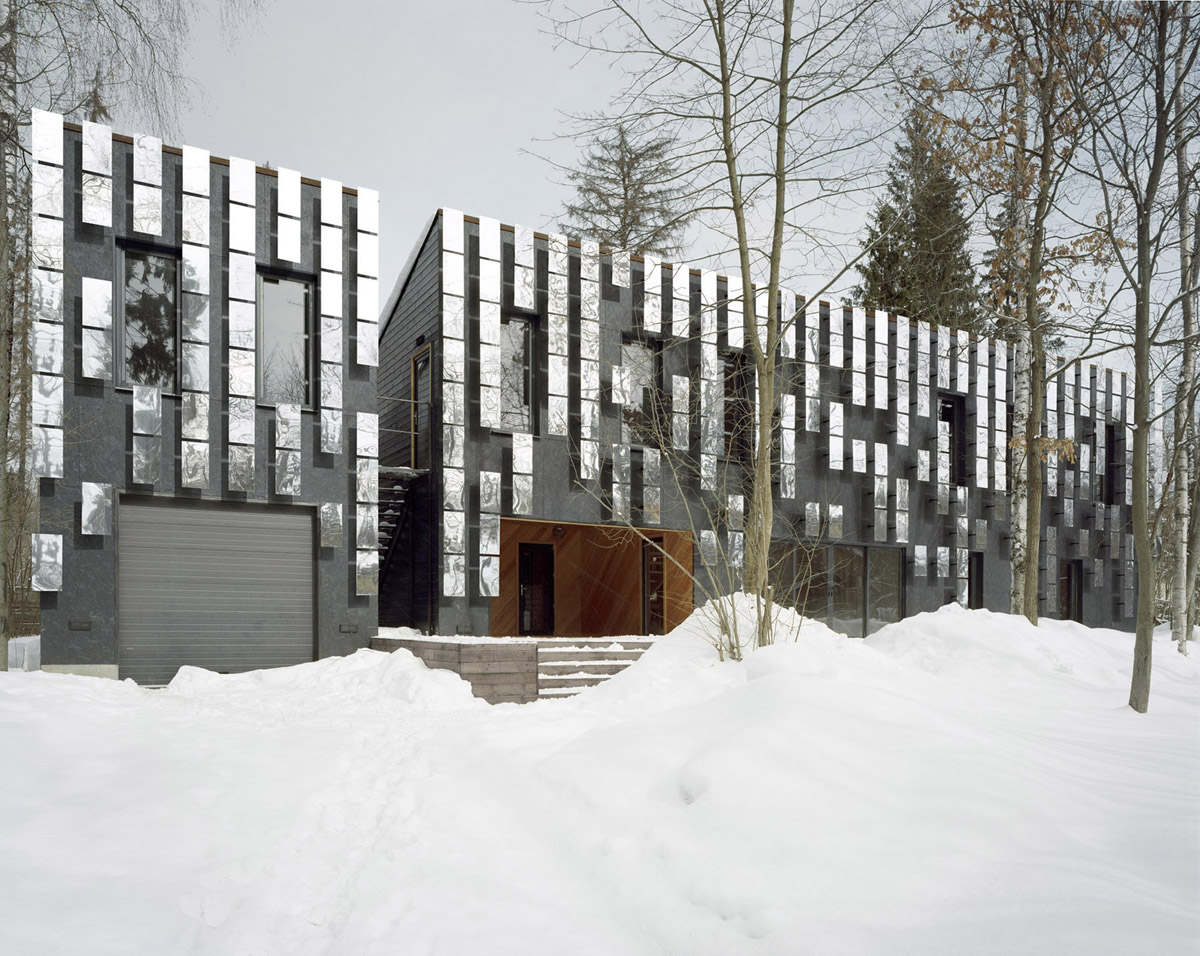
MIRROR MONGAYT - Eficiencia energética en villa de diseño.

### Mirror Mongayt
Bernaskoni resuelve el problema de cómo construir una villa de diseño ecológico con un pequeño presupuesto. La fachada frontal está diseñada como estructura temporal de paneles espejo ("mirror"). Se supone que cada ocho años la fachada cambiará. Dentro, el espacio es amplio, con techos altos, espacios abiertos y abundancia de madera desnuda.

## Libros
- MATREX. agosto de 2016

El libro forma parte integrante del proyecto de la exposición Matrex en la Bienal de Arquitectura de Venecia. Al rastrear las historias culturales no convencionales de la Matrioshka y la Pirámide, el libro descubre sus diversas interconexiones, con el núcleo de la publicación que abarca el concepto, la arquitectura y el programa del edificio de Matrex en el Centro de Innovación de Skolkovo. 
- HIPERCUBO. Mayo de 2015

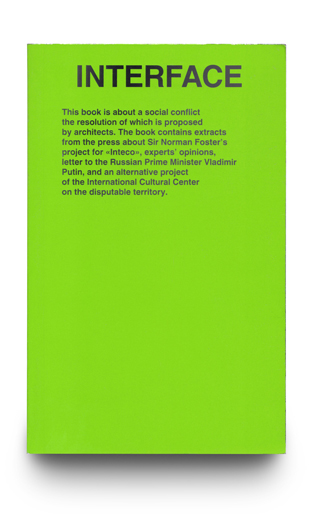
INTERFACE libro

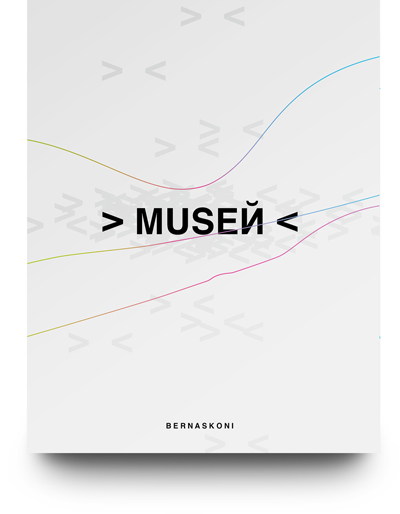
MUSEЙ

Este libro trata sobre la ideología, el programa, las tecnologías y la estética del hipercubo. El estudio se centrará en los materiales, soluciones y tecnologías que permiten al edificio responder a los desafíos globales de energía, ecológicos, sociales y económicos.
- Interface Antifoster. Agosto 2008

Este libro trata sobre las soluciones de los arquitectos a una disputa social. El libro contiene extractos de publicaciones sobre los proyectos de Norman Foster para la compañía de desarrollo "Inteco", las opiniones de los expertos, cartas abiertas al Primer Ministro ruso Vladímir Putin y al arquitecto Norman Foster, y un proyecto alternativo para un Centro Internacional de Cultura en el territorio en disputa .
- MUSEЙ, mayo de 2008

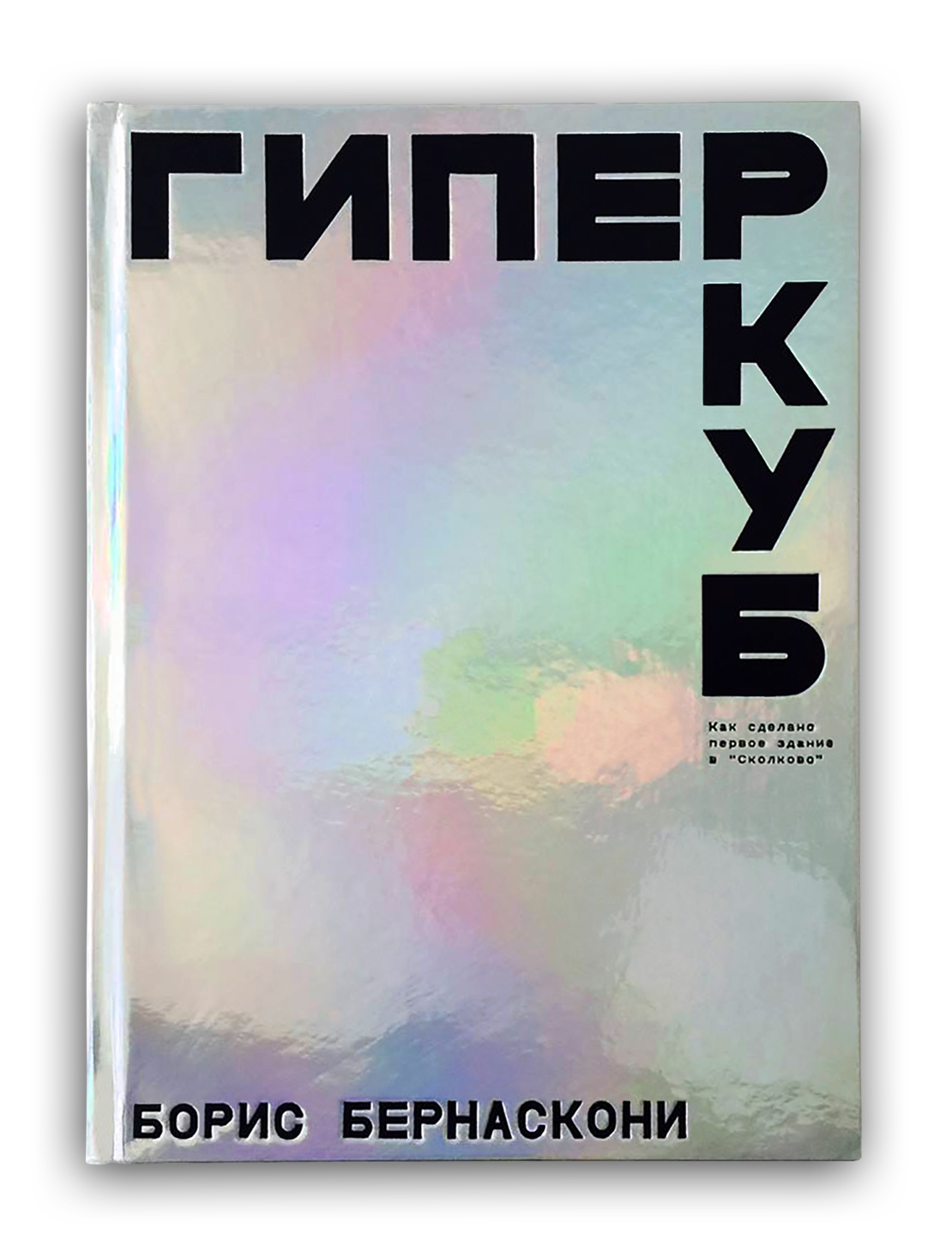
HIPERCUBO libro

El libro incluye exposiciones, espacios de exposición y museos diseñados por la oficina de Bernaskoni en 2000-2008. Los proyectos se organizan en el siguiente orden: de piezas de exposición a un edificio, lo que demuestra la idea de una transformación gradual del espacio del museo de un objeto introvertido (Mensaje a Kazimir) en un entorno espacial (PERMMUSEUMXXI). El libro abarca 12 proyectos, cada uno de los cuales refleja un tratamiento diferente de la idea de espacio de museo.

## Exposiciones
- 2001 - Pabellón de construcción subterránea en la exposición Arch Moscow.

- 2001 - Nuevo proyecto ruso de bandera en galería privada en Moscú.
- 2002 - Presentación del proyecto Matrex en la exposición Arch Moscow.
- 2002 - Mensaje a Kazimir en Art Moscow.
- 2002 - Miembro de la Junta de Expertos de la VII Exposición Internacional de Arquitectura y Diseño Arch Moscú.
- 2003 - Bernaskoni fue Supervisor de la VIII Exposición Internacional de Arquitectura y Diseño Arch Moscow «PresentPerfect».
- 2003 - Gabinete del Presidente, finalista del Premio a la Innovación en Diseño de Moscú Revisión de la Mejor Obra de Arquitectura en 2002-2003.
- 2003 - Ganador del año en la Sección Dorada 2003.
- 2004 - Supervisor de la IX Exposición Internacional de Arquitectura y Diseño Arch Moscow «Dead End».
- 2006 - «Moscú 4» en la Academia Mendrisio (Suiza).
- 2008 - XI Bienal de Arquitectura de Venecia. En la Bienal utilizó su espacio en el pabellón ruso para hacer campaña contra los controvertidos planes de reconstrucción de Norman Foster para la Casa Central de la Casa del Artista de Moscú.
- 2011 - Hypercube Skolkovo en la exposición Arch Moscú.
- 2012 - Proyecto "Identidad" en la 3ª Bienal de Arquitectura de Moscú.
- 2012 - XIII Bienal de Arquitectura de Venecia.
- 2013 - Exposición "Negro" de Nikolay Nasedkin, Museo de Arte Moderno de Moscú.
- 2014 - Vista previa de Matrex en Skolkovo Innovation Center, Moscú.
- 2016 - 15º Bienal de Arquitectura de Venecia. Bernaskoni mostró un modelo de su edificio Matrex.

## Premios y reconocimientos
- 2010 - El proyecto Volgadacha fue galardonado con el premio al mejor diseño ruso del año.
- 2011 - El proyecto Volgadacha ganó en el Premio Archiwood para la categoría de Casa de Campo.[18]
- 2012 - Hypercubo ganó el Premio de Oro en el Festival Internacional de Arquitectura y Diseño, Zodchestvo-2012.[5]
- 2013 - El proyecto Arc recibió una Mención Especial en el Architizer A + Awards para la categoría de Parques de Paisaje.
- 2014 - Hypercubo fue seleccionado como Finalista en el Architizer A + Awards en la categoría Arquitectura + Tecnología.
- 2015 - El libro Hypercubo ganó el premio de oro en el concurso nacional ruso del diseño del libro de Zhar-Kniga.